# Memecylon ovatifolium
Memecylon ovatifolium là một loài thực vật có hoa trong họ Mua. Loài này được (Poir.) Wickens mô tả khoa học đầu tiên năm 1975.